# Encefalite viral

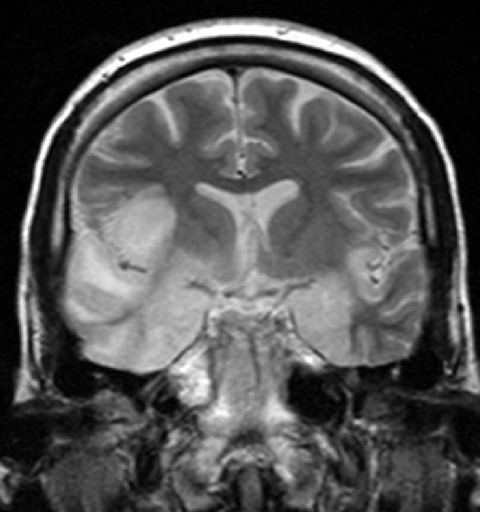
Ressonância magnética revela encefalite no lobo temporal causada por Herpes Simplex tipo 1 em mulher de 33 anos.

Encefalite viral (enkephalos, cérebro + -itis, inflamação) é um compromisso do sistema nervoso central causado por um vírus e que geralmente afeta crianças pequenas, idosos ou imunodeprimidos. É comum que também afete as meninges, membranas que envolvem o sistema nervoso, durante ou após uma infecção viral, sendo classificado como meningoencefalite. Podem ser causadas por um grande número de vírus.
Podem ser classificadas em primárias, quando é causada diretamente pelo vírus, ou secundárias, quando são causadas como resposta autoimune pós-infecciosa.

## Classificação
Classificação por vírus responsável:
- Herpes simplex virus: É um vírus comum em todo o mundo, transmitida pelo contato físico, mas que raramente causa danos ao tronco cerebral (tipo 1) ou a médula espinal (tipo 2). Pode causar meningite recorrente. Mais comum em adultos jovens, tem mortalidade de 70% quando não é tratada. São a principal causa de encefalite viral no mundo.
- Herpes-zoster virus: Transmitido pelo ar, altamente contagioso, deixam sequelas neurológicas em 2 de cada 1000 crianças afetadas por varicela(catapora) e pode causar ataxia em adultos.
- Vírus da raiva: Transmitida pela mordida de animais, como morcegos e cachorros, se não é prevenida a mortalidade é de cerca de 100%.
- Poliovírus: Graças a vacinação, a poliomielite (paralisia infantil) está sendo erradicada em todo o mundo.
- Vírus do sarampo: Altamente contagioso, após o sarampo pode complicar com meningite asséptica e frequentemente deixa sequelas.
- Vírus JC: Causa leucoencefalopatia multifocal progressiva
- Vírus influenza: O vírus da gripe, transmitido pelo ar e altamente contagioso, pode causar uma reação autoimune resultando em encefalite letárgica ou danos ao lobo frontal.
- HIV: Causa Demência na doença pelo vírus da imunodeficiência humana (HIV) em pessoas com AIDS.
- Arenavirus: Transmitidos por roedores, causam coriomeningite linfocitária. A mortalidade é baixa, mas o vírus de Lassa pode causar surdez permanente em 33% dos casos.
- Alphavirus: Vírus do continente americano, transmitidos por mosquitos, dependendo da espécie causam encefalite equina do leste (mortalidade 50%), encefalite equina do oeste(mortalidade 3%) ou encefalite equina venezuelana(mortalidade 35%) em humanos e equinos. Pouco diagnosticadas no Brasil.
- Flavivirus: As espécies transmitidas por mosquitos podem causar Encefalite de São Luís, Encefalite japonesa, Encefalite do Nilo ou Encefalite da Califórnia, endêmicos da América do Norte, raramente são diagnosticadas no Brasil. Já as espécies transmitidas por carrapatos causam encefalite de Powassan, encefalite europeia, encefalite do extremo oriente ou encefalite do carrapato. São raros em países que falam português.
- Hendra virus: Transmitido por morcegos, ocasionalmente causa surtos de encefalite na Austrália.
- Nipah virus: Transmitido por morcegos, afeta tronco cerebral ou cerebelo causando mioclonia e disautonomia. Endêmico apenas no sudeste asiático. A mortalidade é de 40 a 70%.

Diversos vírus, entre eles Influenza, Herpesviridae ou HIV, podem desencadear uma reação autoimune contra o sistema nervoso chamada de Síndrome de Guillain-Barré resultando em debilidade muscular, descoordenação motora e paralisia.

## Epidemiologia
Como é difícil diagnosticar o vírus causador da encefalite é difícil estimar a importância de cada um, especialmente em países em desenvolvimento. A incidência diminuiu muitos nos últimos anos graças a campanhas de vacinação e controle dos vetores. Estima-se que a incidência varia entre de 3,5 a 7,5 por cada 100.000 habitantes por ano. O Herpes Simplex vírus foi responsável por 16%, Varicela-Zoster virus por 5%, vírus do sarampo 4% e o influenza A por 4%. Os vírus transmitidos por mosquitos causam entre 150 a 3000 casos por ano de encefalites virais nos EUA, causando surtos regularmente. 